# Solmissus albescens
Solmissus albescens är en nässeldjursart som först beskrevs av Gegenbaur 1856.  Solmissus albescens ingår i släktet Solmissus och familjen Cuninidae. Inga underarter finns listade i Catalogue of Life.